# Klytia (Tochter des Merops)
Klytia, auch Klytie (altgriechisch Κλυτία Klytía, lateinisch Clytia) ist in der griechischen Mythologie die Tochter des Merops, des Königs von Kos, und Gemahlin des Poseidonsohnes Eurypylos, von dem sie die Mutter von Chalkon (oder Chalkodon) und Antagoras ist.
Als Demeter auf der Suche nach ihrer von Hades entführten Tochter Persephone umherirrte, nahmen Klytia und Eurypylos die Göttin gastfreundlich auf und bewirteten sie. 